# 伊瑞德隆
在托爾金（J. R. R. Tolkien）小說的中土大陸，伊瑞德隆（Ered Luin）或藍山山脈（Blue Mountains），亦即是著名的林頓山脈（Ered Lindon），是伊利雅德（Eriador）西面的山脈。
第一紀元期間，伊瑞德隆把伊利雅德從貝爾蘭（Beleriand）劃分。伊瑞德隆的西部是七條河流的發源地，七河流經之地是歐西瑞安（Ossiriand），即後來的林頓（Lindon），所以伊瑞德隆又稱為林頓山脈。矮人城市貝磊勾斯特（Belegost）和諾格羅德（Nogrod）均位於伊瑞德隆。
維拉對抗魔苟斯（Morgoth）的戰爭破壞了伊瑞德隆，伊瑞德隆中部被海水擊破，形成了隆恩河（Lhûn）。灰港岸（Grey Havens）建於隆恩河入海之處。
阿爾達（Arda）創造期間，伊瑞德隆連接南方的伊瑞德米斯林（Ered Mithrin），形成中土大陸的西牆。伊瑞德米斯林原本以英格林山脈連接紅山脈（Red Mountains），但巨燈紀前的戰爭打破了這格局。